# Anel dos boulevards

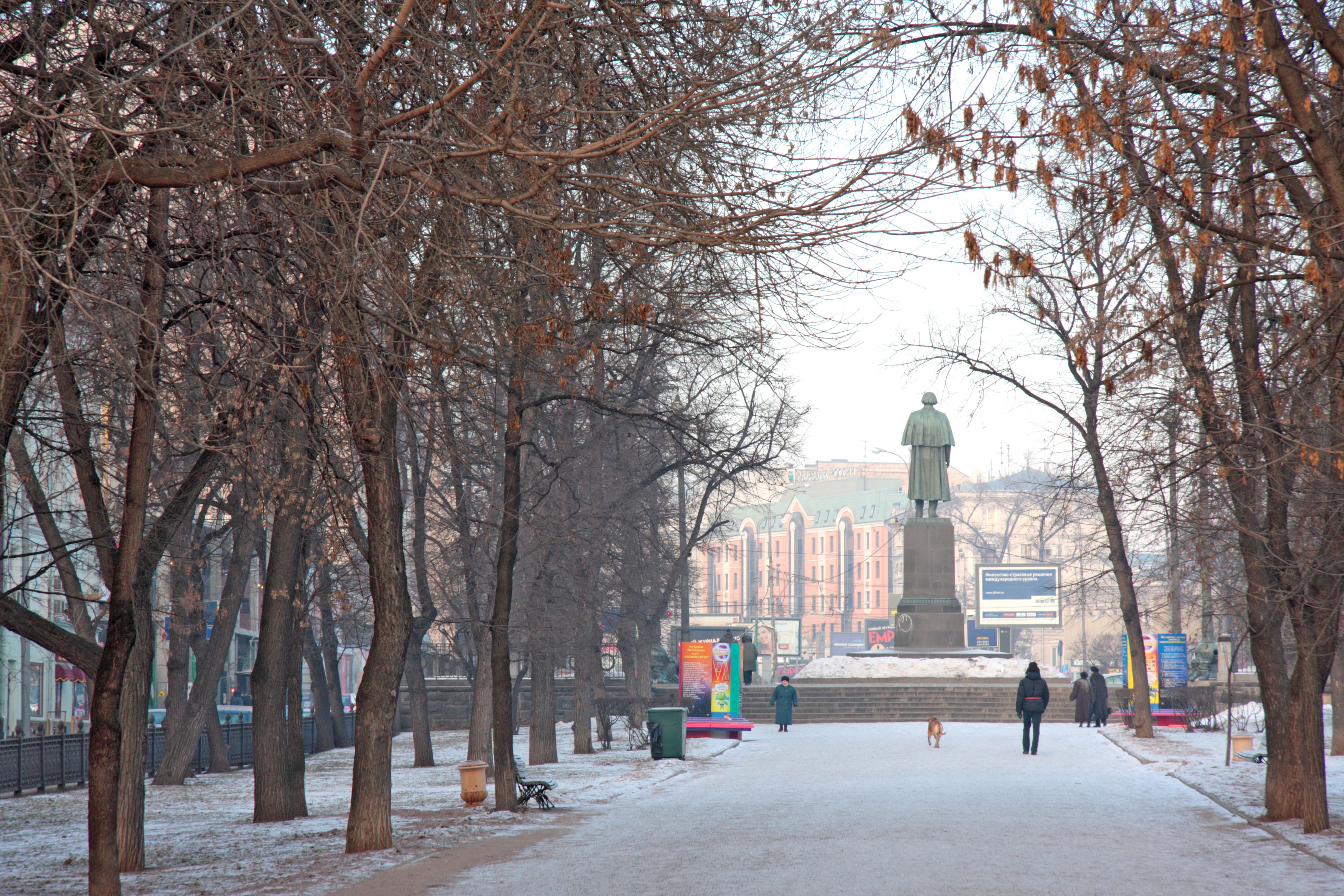
Bouevard Gogolevsky no inverno.

O Anel dos Boulevards (em russo:  Бульва́рное кольцо́) é o segundo anel viário mais interno de Moscou (o primeiro é formado pelas Praças Centrais de Moscou que correm ao longo das antigas muralhas de Kitai-gorod). As avenidas formam uma cadeia semicircular ao longo dos lados oeste, norte e leste da histórica Cidade Branca de Moscou; no sul, o anel incompleto é terminado pelos aterros do rio Moskva.
A primeira das avenidas, Tverskoy Boulevard, surgiu em 1796, mas o anel foi completamente desenvolvido na década de 1820, após o desastroso incêndio de 1812. O Anel substituiu as muralhas medievais da Cidade Branca na década de 1820. O muro em si foi demolido em 1760, e apesar dos decretos reais para manter o local limpo, a área logo foi construída com propriedade privada e estatal. O Incêndio de Moscou destruiu muitos desses edifícios, permitindo que os planejadores da cidade os substituíssem por amplas avenidas verdes.
No século 20, a largura do Anel dos boulevards foi expandida, já que as áreas anteriormente pavimentadas ao longo do Pokrovsky Boulevard e Strastnoy Boulevard foram plantadas com árvores. Os planos para completar o anel através de Zamoskvorechye nunca se concretizaram, no entanto. Esses planos para encerrar adequadamente o anel através dos distritos de Yakimanka e Zamoskvorechye, propostos em 1935, ressurgem periodicamente nas discussões dos planejadores da cidade.

## Lista de boulevards
| Gogolevsky Boulevard | Nikitsky Boulevard     | Tverskoy Boulevard  | Strastnoy Boulevard      |
| -------------------- | ---------------------- | ------------------- | ------------------------ |
|                      |                        |                     |                          |
| Petrovsky Boulevard  |                        |                     | Rozhdestvensky Boulevard |
|                      |                        |                     |                          |
| Sretensky Boulevard  | Chistoprudny Boulevard | Pokrovsky Boulevard | Yauzsky Boulevard        |
|                      |                        |                     |                          |